# Philorus yosemite
Philorus yosemite är en tvåvingeart som först beskrevs av Osten Sacken 1877.  Philorus yosemite ingår i släktet Philorus och familjen Blephariceridae.
Artens utbredningsområde är Kalifornien. Inga underarter finns listade i Catalogue of Life.